# Gruzińska Ikona Matki Bożej
Gruzińska Ikona Matki Bożej – ikona Matki Bożej czczona w Kościele prawosławnym jako cudotwórcza.

## Opis
Gruzińska Ikona Matki Bożej reprezentuje typ hodigitria. Ubrana w jasną szatę (maforion), zdobioną na brzegach drogimi kamieniami, Matka Boża na ikonie ukazana została frontalnie, z głową delikatnie schyloną w lewą stronę, w kierunku trzymanego na lewej dłoni Dzieciątka. Drugą rękę Maryja składa na piersi w geście modlitewnym, ukazując tym samym swoją cześć dla Jezusa. Dzieciątko ma głowę delikatnie odchyloną do tyłu, prawą dłonią błogosławi, w lewej natomiast trzyma zwój. Spod szaty widoczne są nagie stopy Dzieciątka.

## Historia
Według prawosławnej tradycji ikona powstała w Gruzji i została wywieziona z miejsca pierwotnego przechowywania, gdy ziemie gruzińskie zostały podbite przez perskiego szacha Abbasa w 1622. W Gruzji, przede wszystkim w Kachetii, przetrwały inne ikony zbliżone do opisywanego wizerunku. Trzy lata później wizerunek wykupił Stiefan Łazariew, podróżując po Persji w celach handlowych na polecenie kupca Grigorija Łytkina. Ten z kolei przekazał ikonę do Monasteru Krasnogórskiego nad Piniegą, którym kupcy rosyjscy szczególnie się opiekowali. Łytkin wzniósł w kompleksie klasztornym cerkiew i ufundował dla niej komplet wyposażenia.
Jeszcze w tym samym stuleciu wizerunek zyskał w Rosji sławę cudotwórczego. W 1658 wspólny ukaz cara Aleksego I i patriarchy moskiewskiego i całej Rusi Nikona usankcjonował kult ikony. Od 1698 wizerunek co roku był procesyjnie przynoszony do Archangielska, gdzie odbywało się uroczyste święcenie miasta i jego mieszkańców. Okazjonalnie podobne obrzędy odbywały się również w Wołogdzie, Wielkim Ustiugu, Moskwie, Perejasławiu Zaleskim oraz na Syberii. Do Moskwy Gruzińską Ikonę Matki Bożej przywieziono w 1654, wystawiono ją wówczas w cerkwi Trójcy Świętej, zbudowanej z fundacji kupieckiej rodziny Nikitnikowów. 
Po zamknięciu Monasteru Krasnogórskiego po rewolucji październikowej ikona zaginęła. Z 1946 pochodzą wzmianki o jej przechowywaniu w Archangielsku, o dalszej historii oryginalnego wizerunku nic jednak nie wiadomo.

## Kult
Kopie Gruzińskiej Ikony Matki Bożej, otaczane szczególnym kultem przez wiernych, znajdowały się w cerkwi Trójcy Świętej w Moskwie, w której w 1654 wystawiony był oryginał obrazu, w monasterze św. Aleksego w Moskwie, w Pustelni Raifskiej (eparchia kazańska). Ostatnia z wymienionych kopii zachowała się i po 1991 została wystawiona dla kultu w cerkwi Gruzińskiej Ikony Matki Bożej na terenie monasteru.
Kanon i troparion ku czci ikony napisał w 1698 F. Polikarpow z błogosławieństwa biskupa chołmogorskiego i ważskiego Atanazego. Nabożeństwo ku czci ikony powstało również w monasterze św. Aleksego w Moskwie.